# Cyclura carinata
Cyclura carinata – zagrożony wyginięciem gatunek jaszczurki z rodziny legwanowatych (Iguanidae).

## Taksonomia
C. carinata carinata opisany został po raz pierwszy przez amerykańskiego zoologa Richarda Harlana w dziele Fauna Americana w 1825. Nazwa rodzajowa Cyclura pochodzi ze starożytnego języka greckiego. Cyclos (κύκλος) oznacza „okrągły”, a ourá (οὐρά) – ogon. Jest to nawiązanie do kolistego w kształcie ogona charakterystycznego dla wszystkich przedstawicieli tego rodzaju. Z kolei epitet gatunkowy oznacza „kilowata” i odnosi się do łusek zwierzęcia.
Morfologia i genetyka przemawiają za tym, że najbliższym krewnym opisywanego tu gatunku jest Cyclura ricordi z Haiti.

## Anatomia i morfologia
Osiągający 77 cm długości w przypadku dorosłego osobnika, C. carinata jest jednym z najmniejszych gatunków swego rodzaju.
Jaszczurka ta zwykle jest barwy od brązowoszarej, zwykle z ciemniejszym deseniem. Nie występują duże łuski na górnej powierzchni głowy charakterystyczne dla innych gatunków rodzaju Cyclura. Ma także większe kolce grzbietowe niż inne gatunki legwanów.
Jak i inne Cyclura, samce przerastają samice. Ich masa ciała jest około 2 razy większa niż u płci przeciwnej. Dysponują większymi grzebieniami na grzbiecie, a także porami na udach. Otwory te służą do wydzielania feromonów w celu wabienia samic. Brak tychże porów u osobników żeńskich to przykład dymorfizmu płciowego.

## Występowanie
Jest to endemit, występuje jedynie na 50–60 spośród ponad 200 wysp wchodzących w skład Turks i Caicos. Jeden podgatunek Cyclura carinata bartschi zamieszkuje Booby Cay.

## Siedlisko

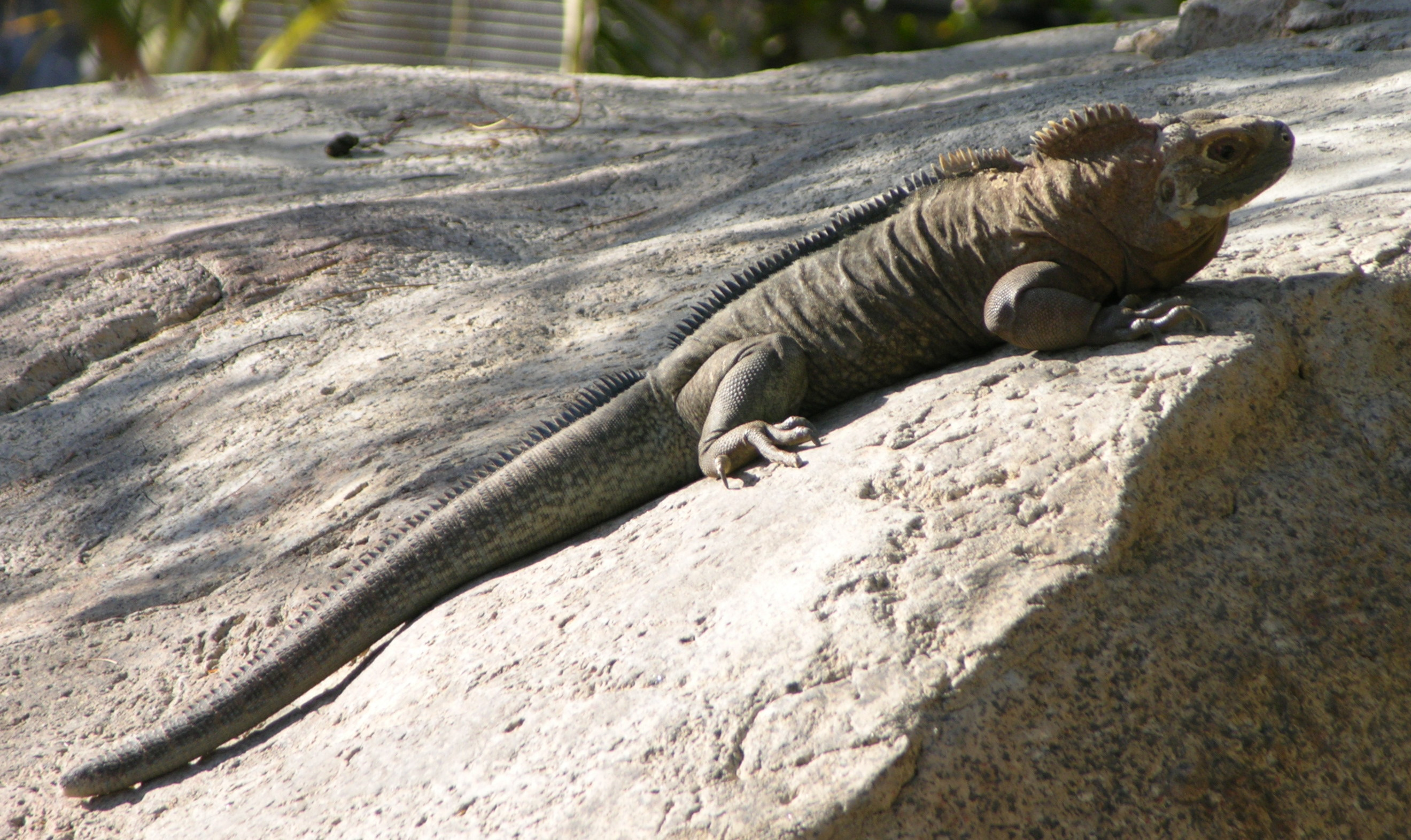

Zwierzę to zamieszkuje małe rafy. Redukcja do 5% pierwotnej wielkości spowodowana została wprowadzeniem drapieżników przez człowieka.
2000 legwanów to jedyne lądowe stworzenia zamieszkujące Little Water Cay. W celach turystycznych zbudowano tam promenadę. Turyści mogą przechadzać się po wyspie w jej obrębie, nie wolno im jednak jej opuszczać.
Opisywany tu gatunek bytuje w otoczeniu skał i piasku, który jest im potrzebny do budowy gniazda. Legwan ten wiedzie dzienny tryb życia. Noce spędza w wykopanych przez siebie norach lub też w naturalnych kryjówkach np. pod lub wśród skał.

## Pożywienie
Podobnie jak spokrewnione z nim gatunki, C. carinata jest głównie roślinożerna. Spożywa liście, owoce i kwiaty ponad 58 gatunków roślin. Bardzo rzadko wzbogaca swą dietę o owady, mięczaki, skorupiaki, pajęczaki, jaszczurki i padlinę. Trzymana w niewoli może być karmiona zarówno pokarmem roślinnym, jak zwierzęcym.

## Długość życia
Z publikacji Gerbera i Iversona wynika, że opisywany tu gad może żyć nawet 20 lat.

## Rozmnażanie
Samce osiągają dojrzałość płciową w wieku 7 lat. Stają się terytorialne, co ma zapewnić im pożywienie i samice. Te z kolei przejawiają zachowania terytorialne, kiedy bronią swego gniazda przez kilka dni do kilku tygodni po złożeniu jaj. Parzenie się następuje w maju. Składanie jaj ma z kolei miejsce w czerwcu, przy czym w jednym złożeniu jest ich od 2 do 9. Młode wykluwają się we wrześniu po trwającej 90 dni inkubacji.

## Spadek liczebności
Uznawana za najzdrowszą, populacja rodzaju Cyclura w Indiach Zachodnich, zmniejsza się z powodu niewielkich rozmiarów jej przedstawicieli. Czyni ją to bowiem narażoną na polowania wprowadzonych drapieżników, szczególnie psów i kotów. W latach siedemdziesiątych XX wieku populacja licząca 15000 legwanów została kompletnie wyniszczona przez garstkę psów i kotów zawleczonych do Pine Cay przez pracowników hotelowych. Drugorzędnym czynnikiem zmniejszania się liczebności jest też konkurencja ze zwierzętami zarówno domowymi, jak i dzikimi.

## Ochrona
Chociaż Little Water Cay stanowi dom dla ponad 2000 tychże legwanów, zostały one wyniszczone na innych rafach ich dawniejszego zasięgu. Little Water Cay ustanowiono rezerwatem, a psy i koty nie są w nim tolerowane. Ma to zapewnić przetrwanie tego zagrożonego gatunku.
W roku 2000 naukowcy z oddziału Conservation and Research for Endangered Species (CRES) zoo w San Diego pod kierunkiem dr Glenn Gerber przemieścili 218 osobników z Big Ambergris i Little Water Cay, gdzie ich populacje były zagrożone, do 4 niezamieszkanych raf.
Do dziś współczynnik przeżycia wyniósł 98%. Zwierzęta zaadaptowały się do nowych warunków, a nawet z sukcesem rozmnażały w następnym sezonie rozrodczym. Roczne jaszczurki pochodzące od osobników przeniesionych od 2002 znacznie przerosły na 400% swych odpowiedników z pierwotnej rafy, z której pochodzili ich rodzice.
Prawna ochrona tego gatunku legwanów została zaplanowana przez rząd Turks i Caicos w 2003. Poza tym the National Trust for the Turks and Caicos Islands posiada radę zajmującą się Little Water Cay w celu uniknięcia złego zarządzania. Dzięki temu zainicjowano program usunięcia dzikich kotów z Pine Cay i Water Cay.